# Bartolomeo Manfredi

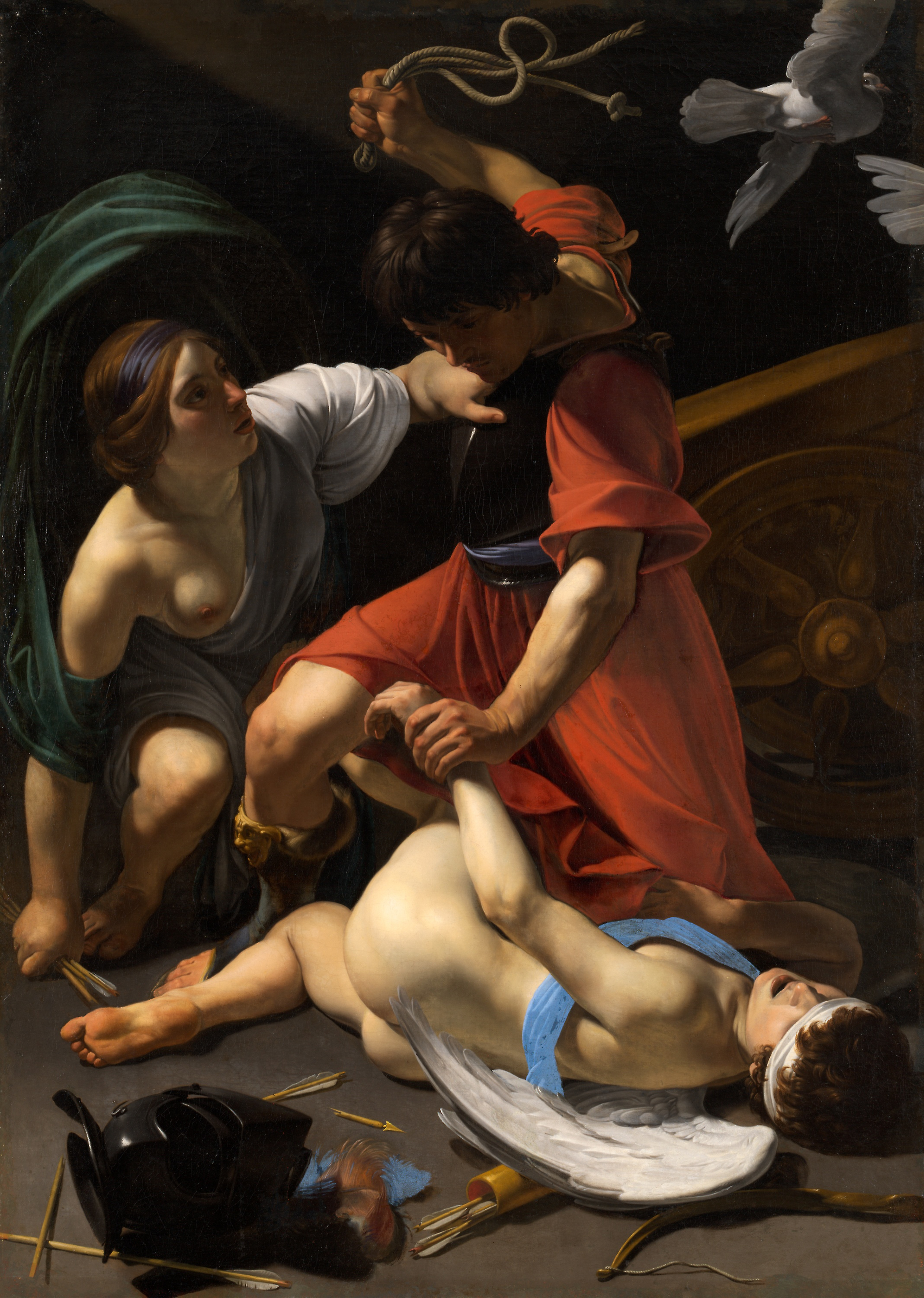
Het Kastijden van Cupido door Mars, ca. 1605-1610, Art Institute of Chicago

Bartolomeo Manfredi (Ostiano bij Cremona, ca. 1587 - Rome, ca. 1620/1621) was een Italiaans kunstschilder, die werkzaam was in Rome.

## Leven en werk
Manfredi zal rond 1600 naar Rome gekomen zijn, waar hij mogelijk assistent van Caravaggio werd. Nadat Caravaggio in 1606 de stad verlaten had, was het Manfredi die zijn stijl voortzette en daarmee veel succes had.
Manfredi was naast Orazio Gentileschi (1563-1639) een van de eerste navolgers van de Caravaggio, en heeft een buitengewoon belangrijke rol gespeeld in de verspreiding van het zogenaamde caravaggisme. Hoewel Manfredi schilderijen verkocht aan markies Vincenzo Giustiniani en aan Ferdinando de' Medici, lukte het hem niet om een mecenas voor zich te winnen. Daaraan is het te wijten dat er vrijwel geen documenten zijn overgeleverd over zijn werk. Het is opmerkelijk dat er zo goed als niets bekend is over het leven van deze meester en dat er geen enkel werk met absolute zekerheid aan hem kan worden toegeschreven. 
De schilderijen die aan Manfredi worden toegeschreven zijn composities ten halve lijve, die spelers, drinkers en andere groepen van volkse types in fantasiekostuums uitbeelden. De figuren hebben zeer verschillende fysionomieën en verdringen elkaar haast op het doek. Manfredi schijnt wat meer getemperde, minder dramatische lichteffecten te hebben toegepast dan zijn grote voorbeeld Caravaggio.
Met zijn onderwerpkeuze oefende Manfredi veel invloed uit op de schilders die uit Noord-Europa naar Rome trokken en onder de indruk kwamen van het caravaggisme. Dit geldt onder andere voor Valentin de Boulogne, Nicolas Tournier, Nicolas Régnier, Gerard Seghers, Hendrick ter Brugghen, Dirck van Baburen en Gerard van Honthorst.
- Biblioteca Nacional de España: XX4819616
- Bibliothèque nationale de France: cb14912080f (data)
- Gemeinsame Normdatei: 118882503
- International Standard Name Identifier: 0000 0000 7004 398X
- Library of Congress Control Number: nr90005659
- Nederlandse Thesaurus van Auteursnamen: 301172749
- RKD-Nederlands Instituut voor Kunstgeschiedenis: 52309
- Système universitaire de documentation: 082607281
- Union List of Artist Names: 500019094
- Virtual International Authority File: 95798511
- WorldCat: E39PCjwqhMpGfqrwYByxCxtCXq